# Issife Soumahoro
Issife Soumahoro (Parigi, 31 ottobre 1988) è un ex cestista francese con cittadinanza ivoriana.

## Carriera
Con la Costa d'Avorio ha disputato i Campionati mondiali del 2010 e due edizioni dei Campionati africani (2009, 2011).